# Dave van den Bergh
Dave van den Bergh (* 7. Mai 1976 in Amsterdam) ist ein ehemaliger niederländischer Fußballspieler und aktueller -trainer. Aktuell ist er Co-Trainer bei den Portland Timbers.

## Karriere

### Spielerkarriere

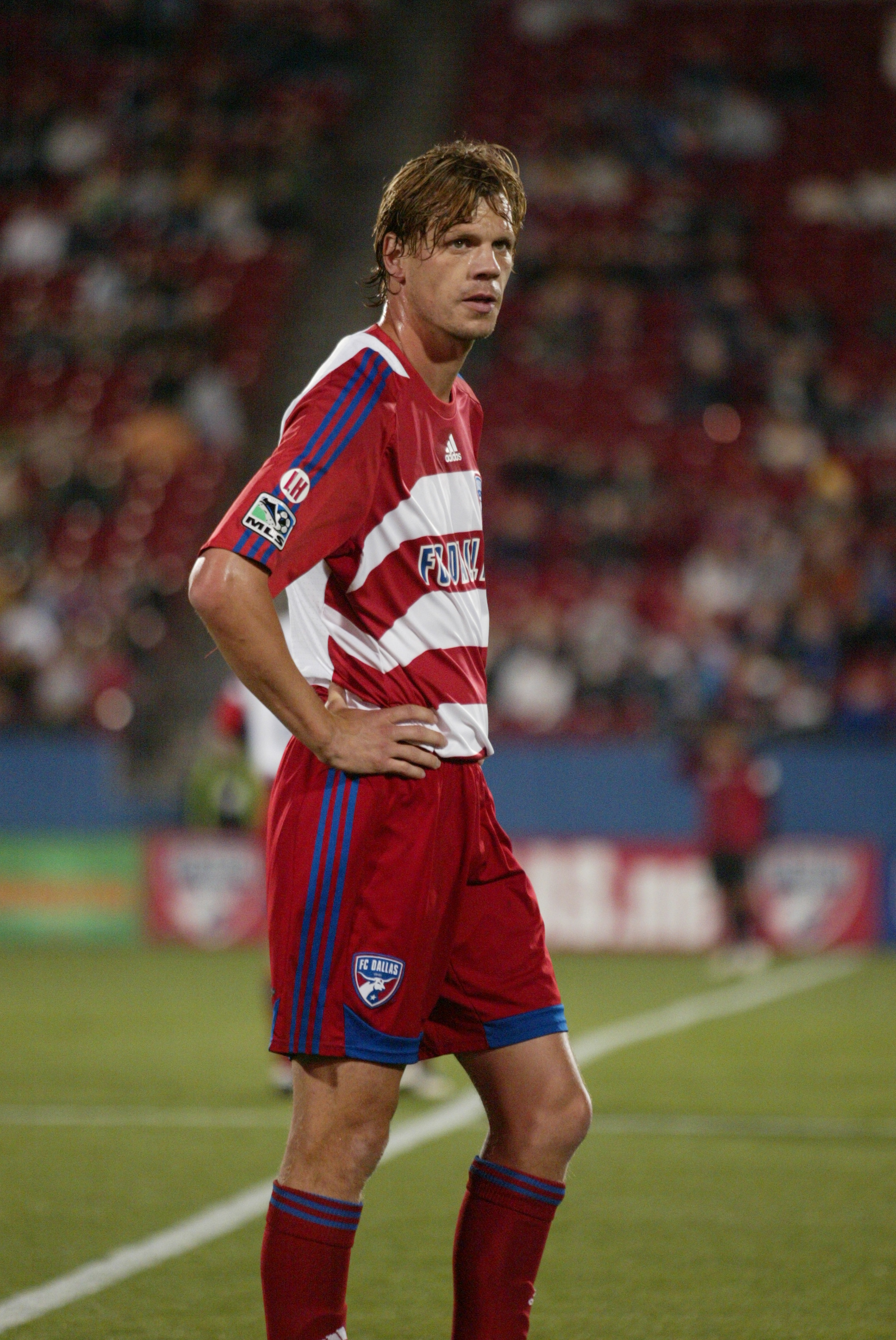
Dave van den Bergh als Spieler des FC Dallas (2009)

Seine Karriere begann van den Bergh im Jahr 1986 in der Jugend von Ajax Amsterdam. 1995 wurde er ins A-Team geholt und holte mit Ajax einen Meistertitel. Zur Saison 1997/98 wechselte er nach Spanien zu Rayo Vallecano und schaffte mit der Mannschaft den Aufstieg in die Primera División. Zur Saison 2000/01 verpflichtete ihn der FC Utrecht. 2006 wechselte er in die Vereinigten Staaten zu Kansas City Wizards. Von 2007 bis 2009 spielte er für die New York Red Bulls. Anfang 2009 wechselte er zum FC Dallas und beendete dort zum Ende des Spieljahres, mittlerweile 33-jährig, seine Karriere als Aktiver.
Für die niederländische Nationalmannschaft bestritt er 2004 zwei Spiele. Sein Debüt machte er gegen Schweden am 18. August 2004. Davor nahm er unter anderem bereits an Länderspielen diverser niederländischer Nachwuchsnationalmannschaften teil, darunter war er auch bei der Junior-WM 1995 in Katar im Einsatz.

### Trainerkarriere
Nachdem er von 2010 bis Anfang 2016 über sechs Jahre lang Co-Trainer der US-amerikanischen U-20-Nationalmannschaft war, übernahm er am 8. Februar 2016 das Amt des Cheftrainers der U-15-Nationalauswahl der Vereinigten Staaten.
Am 25. Juni 2019 haben die New England Revolution Dave van den Bergh als Co-Trainer unter Vertrag genommen. Am 5. Februar 2024 nahmen die Portland Timbers Dave van den Bergh als Co-Trainer unter Vertrag.